# Diego de Ibarra
Ne doit pas être confondu avec Don Diego de Ibarra.
Diego de Ibarra (né en 1520 à Eibar, Guipuscoa) est un conquistador basque-espagnol au Mexique. Il est l'oncle de Francisco de Ibarra, lui-même conquistador au Mexique.
Il participe à la guerre contre les Chichimèques avec son frère Miguel de Ibarra et le capitaine Cristóbal de Oñate. Il fonde la ville de Zacatecas le 20 janvier 1548 en compagnie de Juan de Tolosa, Cristobal de Oñate, Cristóbal de Oñate et Baltasar Termiño de Bañuelos.
Après la mort de Francisco de Ibarra (1575), il est nommé gouverneur de la Nouvelle-Biscaye le 18 novembre 1576, charge qu’il occupe jusqu’en 1583 ou 1584.